# Blumenstraße 15 (Mönchengladbach)

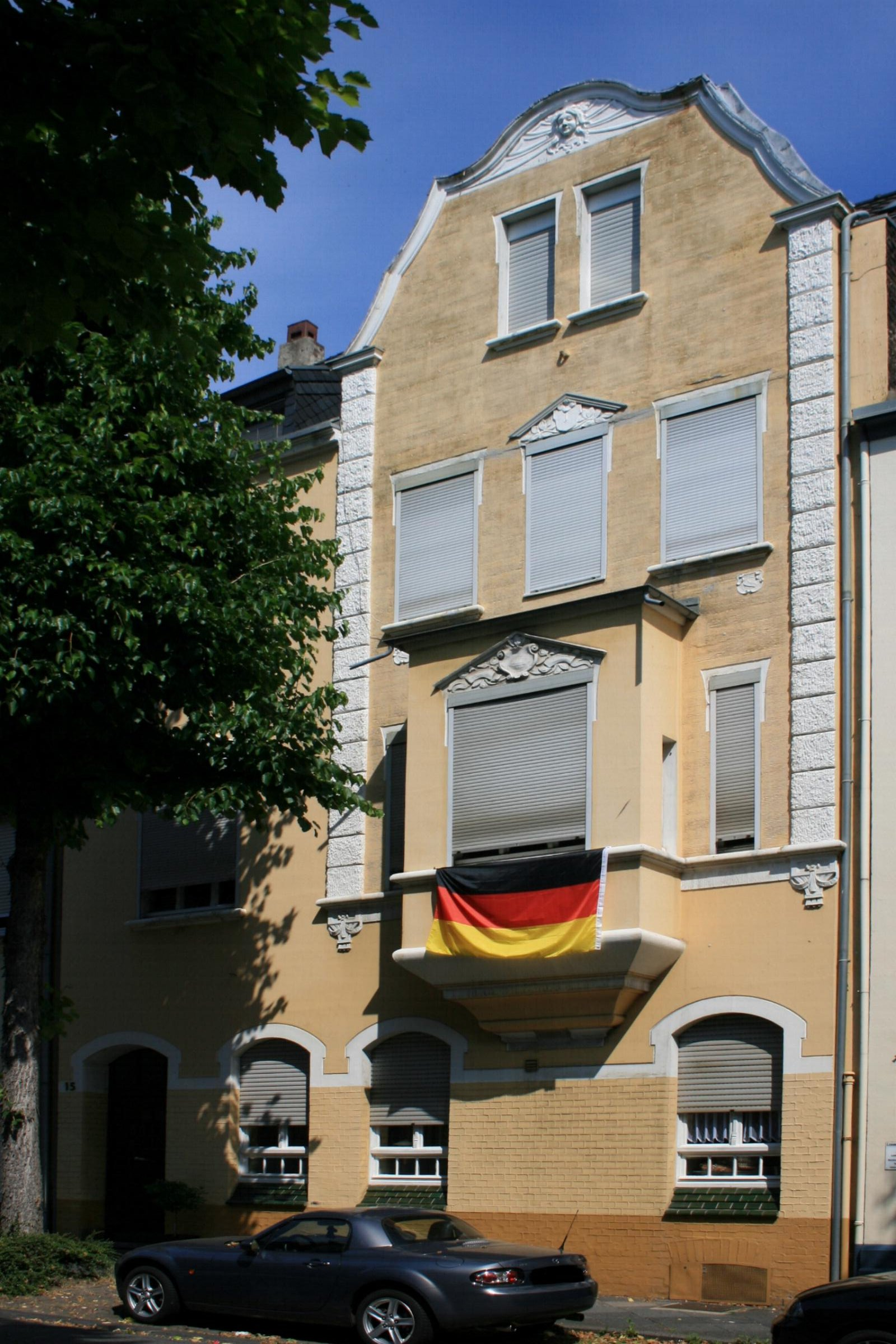
Wohnhaus (2010)

Das Wohnhaus Blumenstraße 15 befindet sich im Stadtteil Grenzlandstadion in Mönchengladbach (Nordrhein-Westfalen).
Das Haus wurde um 1904 erbaut. Es ist unter Nr. B 128 am 24. August 1994 in die Denkmalliste der Stadt Mönchengladbach eingetragen worden.

## Lage
Das Objekt steht in der Blumenstraße, die die Brucknerallee und Friedrich-Ebert-Straße miteinander verbindet.

## Architektur
Das traufständige vierachsige Wohnhaus wurde 1904 errichtet. Das dreigeschossige Objekt besitzt in einem Obergeschoss einen dreiseitigen Erker sowie ein Zwerchhaus unter einem geschweiften Giebel.